# Gizz Butt

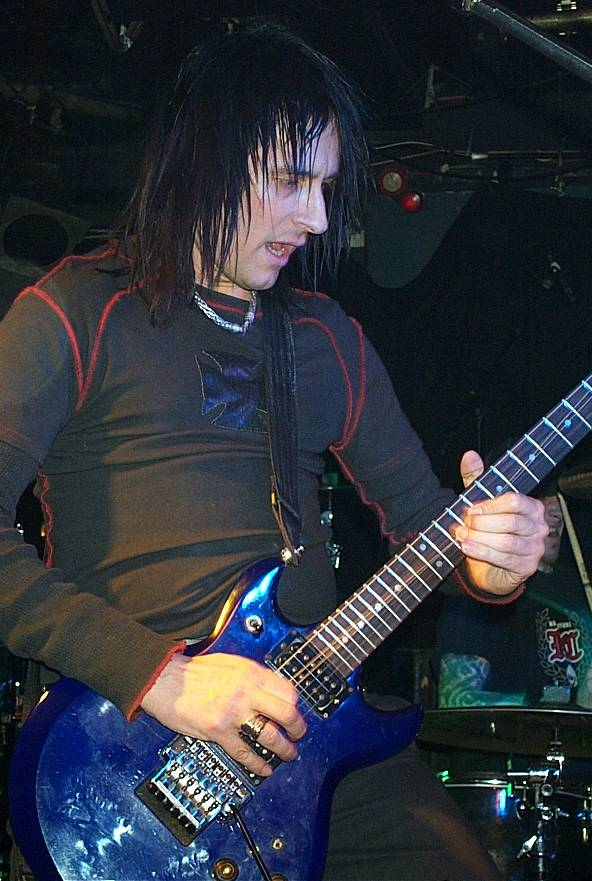
Gizz Butt

Gizz Butt (nascido Graham Butt em Manchester em 3 de agosto de 1966) é um músico britânico, famoso por ter sido guitarrista em apresentações do The Prodigy no final da década de 1990.